# Плеоспоральні
Плеоспоральні (Pleosporales) — порядок грибів у класі Dothideomycetes. Включає 4700 видів у 332 родах з 23 родин.

## Характеристика
Мікроскопічні гриби, паразитарні та сапротрофні, які не утворюють стром або утворюють спорадично та рідко. Телеоморфи утворюють плодові тіла типу перитецій або псевдотецій, рідше клейстотецій, зазвичай кулясті, темно-коричневі або чорні з товстою стінкою з псевдопренхіми. Плодові тіла між асками мають псевдопарафізи. Плодові тіла ростуть на поверхні заражених рослин або вбудовані в їхні тканини, з добре розвиненим остиолумом. Аски циліндричної, булавоподібної або еліпсоїдної форми з внутрішньою стінкою, схожою на носик. Аскоспори прозорі, або світло- до темно-коричневого кольору, дві або кілька клітин, іноді мають форму стінки.
Анаморфи дуже різноманітні, їх поділяють на типи гіфоміцетів і целоміцетів.

## Родини
- Aigialaceae
- Amniculicolaceae
- Camarosporiaceae
- Coniothyriaceae
- Cucurbitariaceae
- Delitschiaceae
- Diademaceae
- Didymellaceae
- Didymosphaeriaceae
- Halojulellaceae
- Lentitheciaceae
- Leptosphaeriaceae
- Lindgomycetaceae
- Lophiostomataceae
- Massariaceae
- Massarinaceae
- Melanommataceae
- Neocamarosporiaceae
- Phaeosphaeriaceae
- ?Phaeotrichaceae
- Pleomassariaceae
- Pleosporaceae
- Podonectriaceae
- Pyrenidiaceae
- Roussoellaceae
- Salsugineaceae
- Sporormiaceae
- Teichosporaceae
- Tetraplosphaeriaceae
- Testudinaceae
- Torulaceae
- Trematosphaeriaceae
- Tzeananaceae
- Venturiaceae
- Zopfiaceae